# Шри Юктешвар Гири
Шри Юктешвар Гири (срещан още като Шриюктешвар Гири) е монашеското име на Приянат Карар, гуруто на Парамаханса Йогананда. Шри Юктешвар е възпитател, астроном, ведически астролог (джиотиша), йоги, и вярващ както в свещената книга на индуистите Бхагавад гита така и в Библията. Бил е ученик на Лахири Махасая във Варанаси и член на родовата линия Гири в ордена на свамите.
Най-известната ученическа линия на приемственост в Крия Йога:
- Махаватар Бабаджи (1861 – 1935)
- Лахири Махасая (1828 – 1895)
- Шри Юктешвар Гири (1855 – 1936)
- Парамаханса Йогананда (1893 – 1952)
- Парамахамса Харихарананда (1907 – 2002)
- Свами Шанкарананда